# Altenhagen (Bielefeld)
Altenhagen ist ein Stadtteil von Bielefeld im Stadtbezirk Heepen. Bis 1972 war Altenhagen eine eigenständige Gemeinde im Amt Heepen des Kreises Bielefeld.

## Geographie
Die Stadt Bielefeld ist unterhalb der zehn Bezirke nicht weiter in administrative oder politische Einheiten gegliedert. Stadtteile sind in Bielefeld daher nur informelle Teilgebiete, deren Abgrenzung sich meist auf das Gebiet einer Altgemeinde bezieht. Zu statistischen Zwecken ist Bielefeld jedoch in 72 statistische Bezirke eingeteilt. Die Altgemeinde Altenhagen bzw. der informelle Stadtteil Altenhagen entsprechen dabei in etwa dem statistischen Bezirk 54 Altenhagen.
Altenhagen liegt im Nordosten von Bielefeld und grenzt an die Bielefelder Stadtteile Brönninghausen, Heepen und Milse sowie an die Städte Herford und Bad Salzuflen. Durch den Stadtteil fließen der Vogelbach, der Schulbach und der Wolfsbach. Im Südwesten von Altenhagen liegt der Töpkerteich.

## Geschichte
Seit dem Mittelalter gehörte die Bauerschaft Altenhagen zur Vogtei Heepen im Amt Sparrenberg der Grafschaft Ravensberg. Im Ravensberger Urbar von 1556 hieß die Bauerschaft Nevershagen; später änderte sich ihr Name wieder zu Altenhagen. In der Napoleonischen Zeit gehörte Altenhagen von 1807 bis 1813 zum Kanton Heepen im Königreich Westphalen. 1816 kam Altenhagen zum Kreis Bielefeld und gehörte darin zunächst zum Verwaltungsbezirk Heepen, aus dem 1843 das Amt Heepen wurde.
In Altenhagen, das ursprünglich eine reine Streusiedlung war, entwickelten sich im 20. Jahrhundert zwei Siedlungsschwerpunkte; im Südosten das Kerngebiet von Altenhagen rund um die Kafkastraße, hier befinden sich auch Einrichtungen zur Nahversorgung und die Grundschule Altenhagen, sowie im Nordwesten das Wohngebiet Strusen nördlich der Milser Straße.
Im Rahmen der kommunalen Neugliederung des Raums Bielefeld wurde Altenhagen am 1. Januar 1973 nach Bielefeld eingemeindet und gehört seitdem zum Stadtbezirk Heepen.
| Jahr | Einwohner | Quelle |
| ---- | --------- | ------ |
| 1799 | 0578      | [ 6 ]  |
| 1812 | 0804      | [ 7 ]  |
| 1843 | 1020      | [ 8 ]  |
| 1864 | 0845      | [ 9 ]  |
| 1885 | 0831      | [ 10 ] |
| 1910 | 1005      | [ 11 ] |
| 1939 | 1525      | [ 12 ] |
| 1950 | 2132      | [ 13 ] |
| 1961 | 3053      | [ 5 ]  |
| 1966 | 3759      | [ 14 ] |
| 1970 | 4072      | [ 5 ]  |
| 1972 | 3972      | [ 15 ] |
| 2008 | 4834      | [ 16 ] |
| 2014 | 4850      | [ 17 ] |
| 2019 | 4991      | [ 18 ] |
| 2024 | 5128      | [ 1 ]  |

## Religion
Altenhagen gehörte ursprünglich zum evangelischen Kirchspiel Heepen. 1909 gründete sich in Heepen der Evangelische Jünglings- und Jungfrauenverein, aus dem sich später ein Posaunenchor entwickelte. 1926 gründete sich die Evangelische Frauenhilfe Altenhagen. Nach dem Zweiten Weltkrieg wuchs die Zahl der Gläubigen stark an und Altenhagen wurde 1948 zusammen mit Milse zum Pfarrbezirk der Heeper Gemeinde erklärt. 1957 wurde der Pfarrbezirk geteilt und 1962 wurde die Gemeinde in Altenhagen schließlich selbstständig. Man begann mit den Planungen und dem Bau der Johanneskirche, die 1970 eingeweiht werden konnte. 1974 folgte das Gemeindehaus. Kirche und Gemeinde gehören zum Kirchenkreis Bielefeld.
Die Altenhagener Katholiken gehören zur Kirchengemeinde St. Hedwig in Heepen. Ab 1945 wurde in einem vormaligen Jugenderholungsheim der NSV ein Kinder- und Altenheim, das St.-Elisabeth-Haus, eingerichtet, das über eine eigene Hauskapelle verfügte. Da sich katholische Heimatvertriebene auch in Altenhagen niedergelassen hatten, wurde die Hauskapelle für die Zahl der Gottesdienstbesucher zu klein, und 1955 begann der Bau einer neuen Kirche. Am 17. Juni 1956 erfolgte die Benediktion der nach Plänen des Paderborner Architekten Alois Dietrich errichteten St.-Elisabeth-Kirche, am 23. Oktober 2007 wurde sie profaniert.

## Sport
Die TSG Altenhagen-Heepen spielt 2023/2024 in der Staffel Nord-West der 3. Handball-Liga.

## Verkehr
Am nordöstlichen Rand von Altenhagen liegt die Anschlussstelle Ostwestfalen-Lippe der Bundesautobahn A 2. Von dort soll zukünftig die Ostwestfalenstraße bis zur B 61 verlängert werden und dabei als L712n nördlich am Altenhagener Wohngebiet Strusen vorbeigeführt werden.
Im öffentlichen Nahverkehr wird Altenhagen durch die Buslinie 33 erschlossen. Außerdem endet die Stadtbahn-Linie 2 im Westen des Stadtteils.